# Стјепан Дојчић
Стјепан Дојчић је био хрватски омладински револуционар, атентатор на аустријског краљевског комесара Хрватске и Славоније Ивана Шкрлеца. Атентат је извршен 18. 8. 1913. године, на рођендан цара Франца Јозефа у загребачкој катедрали, али је Шкрлец само рањен.
Дојчић није био члан никакве организације.

## Биографија

### Атентат и робија
У Хрватској су 1912. године укинути сабор и устав, а као врховна власт је постављен аустријски краљевски комесар. У земљи, а посебно међу омладином, завладало је велико незадовољство. Исте године, омладинац Лука Јукић извршио је неуспјешан атентат на комесара Славка Цуваја, о чему је Дојчић у Америци написао сљедеће:
Ми смо морали тешком тугом оставити свој мили дом и род и ићи у бијели свет тражити хљеба, док би га могли дома наћи кад би хрватска била слободна. Чули смо како је ватрени хрват Лука Јукић одапео тане на бандита, који је одавно то већ заслужио, али на несрећу га није погодио! Тај ватрени Јукић нам је показао како морамо радити убудуће... па нека нам добро буде у памети... да се слобода не даје на тањуру као ловоров венац од грешне Аустрије. Данас у Америци не уприличују протестне скупове само велике колоније, које броје на хиљаде Хрвата и Срба, већ и најмање су дигле свој глас против хуља, тирана 20. вијека... Доле барбарство, смрт и ништа друго тиранину 20. вијека, смрт Цувају, доле с апсолутизмом!
Стјепан Дојчић је кренуо из Америке у намјери да убије краљевског комесара. Када је кретао из Америке, комесар је био Славко Цувај, али је повучен са функције након два неуспјела атентата на њега. Смјена Цуваја није учинила ништа Дојчићевим плановима. Прије самог атентата је разговарао са Стјепаном Радићем, који није одобравао терористичку активност.
Дана 18. августа 1913. године, након одржане свечане мисе у име рођендана цара Франца Јозефа, баш због саме симболике мјеста и повода, млади Стјепан Дојчић је покушао да изврши атентат на новог хрватског комесара Ивана Шкрлеца, приликом његовог изласка из цркве, и том приликом га је ранио у руку.
Након атентата, Дојчић је ухапшен. Осуђен је на 16 година робије.

### Послератни период
Након Првог светског рата, Дојчић је пуштен из затвора. У послератном периоду, Дојчић и Стјепан Радић су међусобно водили расправе.
Дојчић је 1919. године у Загребу о властитом трошку објавио књигу „Тко је лопов?”, у спомен на другове атентаторе, а против схватања Стјепана Радића.
Отишао је у Америку, у Питсбург. У децембру 1921. године стигла је вијест да је ухапшен због фалсификовања чека.

## Наслијеђе
Главне новине Хрвата у Америци тог времена, Хрватски свет, поводом оба атентата, и Луке Јукића и  Дојчића, пише:
Нека нас прогањају, тлаче, нека отварају тамнице, али их немају толико, да у њих затворе све оне, који онако мисле, као Лука и Стјепан, јер ми им поручујемо, да су сви поштени Хрвати у Америци онакви уротници и злочинци, какви су Јукић и Дојчић.